# Royal Australian Naval Reserve
 (mai 2025).
La Royal Australian Naval Reserve (RANR) est la force de réserve volontaire de la Royal Australian Navy en Australie.
L'actuelle Royal Australian Naval Reserve a été créée en juin 1973 par la fusion de l'ancienne RANR (marine) et de la Royal Australian Naval Volunteer Reserve.